# Lupinus jahnii
Lupinus jahnii là một loài thực vật có hoa trong họ Đậu. Loài này được Rose ex Pittier miêu tả khoa học đầu tiên năm 1926.